# Професор емеритус
Професор емеритус је редовни професор у пензији, који се посебно истакао својим научним или уметничким радом, стекао међународну репутацију и постигао резултате у обезбеђивању наставно-научног, односно наставно-уметничког подмлатка у области за коју
је изабран. Професор емеритус може учествовати у извођењу свих облика наставе на академским студијама другог и трећег степена, у ужој области за коју је изабран. Поступак и услови доделе звања и права ближе се уређују општим актом универзитета.
Права и обавезе лица које је изабрано у звање члана уређују се уговором о ангажовању за извођење наставе.
Укупан број професора емеритуса не може бити већи од 3% од укупног броја наставника универзитета. Поступак за доделу звања професор емеритус покреће високошколска установа у којој је професор провео најмање пет година у радном односу са пуним радним временом
Универзитет може, на предлог факултета или друге високошколске јединице, доделити звање професора емеритуса

## Професори емеритуси Универзитета у Београду
- Горан Марковић, редитељ
- Душан Старчевић, Факултет организационих наука
- Милеса Срећковић, инжењер, научник
- Александар Павловић, диригент
- Даринка Матић - Маровић, диригент (Факултет музичке уметности)
- проф. др Вукашин Павловић, Факултет политичких наука
- проф. др Дејан Поповић, Правни факултет[2]
- проф. др Сима Аврамовић, Правни факултет[2]
- проф. др Александар Терзић, Оксфорд универзитет
- проф. др Драган Буђевац, Грађевински факултет
- проф. др Душан Иванић, Филолошки факултет
- проф. др Срђан Станковић, дипл. инж. ел., Електротехнички факултет
- проф. др сц. Зорана Јелић-Ивановић, Фармацеутски факултет[3]
- проф. др сц. Иванка Милетић, Фармацеутски факултет[4]
- проф. др сц. Славица Спасић, Фармацеутски факултет[5]
- проф. др. Мирко Васиљевић, Правни факултет[6]
- проф. Зоран Л. Каделбург, Математички факултет
- Слободан М. Милосављевић, Хемијски факултет
- проф. др Миљенко Н. Перић, Факултет за физичку хемију
- проф. др Душан Старчевић, Електротехнички факултет[7]
- проф. др сц. Даница Агбаба, Фармацеутски факултет[8]